# Bewust alleenstaande vader
Een bewust alleenstaande vader (BAV) is een man die ervoor kiest om zonder partner een kind op te voeden. Het is daarmee de mannelijke tegenhanger van de bewust alleenstaande moeder. 

## Achtergrond
In 2008 waren er in België 210.401 alleenstaande vaders. Een klein percentage daarvan is bewust alleenstaand. Het is voor mannen lastiger dan voor vrouwen om een bewust alleenstaande ouder te worden, aangezien mannen beroep moeten doen op een draagmoeder en/of eiceldonor als zij een kind willen dat biologisch aan hen verwant is. Daarnaast bestaat er in België geen regelgevend kader voor draagmoederschappen. In Nederland is draagmoederschap toegestaan, maar niet als er geld mee verdiend wordt. Om die reden kiezen zij vaker voor adoptie of het zorgen voor een pleegkind. Sinds 2006 is het in België toegestaan om als alleenstaande ouder een kind te adopteren. In Nederland is adoptie als alleenstaande sinds 1998 toegestaan, maar dit wordt in de praktijk weinig gedaan.
Sinds 2019 is het in Engeland toegestaan voor alleenstaande mannen een aanvraag te doen voor een traject met een draagmoeder. In 2022 werd in België de eerste officiële aanvraag gedaan van een wensvader voor een traject waarin een eiceldonor en draagmoeder betrokken waren. Het ethisch comité van het UZ Gent wees deze aanvraag af, vanwege het ontbreken van een wettelijk kader rondom het draagmoederschap en wensouders. In 2022 werd een 43-jarige man de eerste bewust alleenstaande vader in Nederland nadat hij de volledige voogdij over zijn biologische kind van de draagmoeder kreeg.

## Verwante begrippen
Een man die graag een kind zou willen wordt ook wel 'wensvader' of 'wenspapa' genoemd.